# Kleine opstelling
De kleine opstelling is een vorm van psychotherapie die is ontwikkeld door Bert Hellinger, met als doel de relatie met een persoon of met een bepaald thema onderzoeken.
Bij het kiezen van de persoon of het thema wordt men vooral geleid door de vraag waar de aandacht stelselmatig naartoe gaat. Een thema is bijvoorbeeld een (ernstige) ziekte, zoals astma of kanker. Een persoon hoeft geen familielid te zijn, en het maakt ook niet uit of die persoon nog in leven is. Het gaat namelijk om de eigen blik op de relatie, het is dan ook zo dat de eigen aandacht onderzocht wordt.

## Uitvoering
P1 is de representant van de eigen persoon.

P2 is de representant van de persoon of het thema waarmee een relatie bestaat.

De persoon zelf is P3.
De kleine opstelling wordt bij voorkeur in een afgesloten ruimte uitgevoerd, bijvoorbeeld een woonkamer. Er wordt allereerst iemand gekozen die de persoon zelf zal voorstellen (P1) en iemand voor de andere persoon of het thema waar de aandacht naar uitgaat (P2). Beiden zijn bij voorkeur van hetzelfde geslacht als degene voor wie zij staan. Ook bij een thema kun je aanvoelen of het mannelijk of vrouwelijk is. Dit verschilt echter van persoon tot persoon.
De kleine opstelling verloopt als volgt:
- P1 en P2 staan naast elkaar. P3 staat achter P1 en P2. Allen zijn goed bij zichzelf, met de ogen open, de handen los naast het lichaam. Men probeert zich uitsluitend te concentreren op wat men voelt, spontane gedachten en emoties en fysieke gewaarwordingen, hoe klein ook. Er worden geen woorden gebruikt.
- Het opstellen van P1. P3 gaat achter P1 staan en legt de handen op de schouders van P1, maakt zich van binnen leeg en loopt met P1 naar een plek ergens in deze ruimte.
- Op dezelfde manier stelt P3 P2 op. P3 gaat vervolgens zitten en kijkt toe maar doet niet mee.
- P1 en P2 blijven staan, tot de behoefte aan een beweging onweerstaanbaar wordt. Men beweegt dan langzaam maar blijft zo veel mogelijk staan.
- P3 geeft aan als hij of zij genoeg gezien / gevoeld heeft en ontslaat P1 en P2 uit hun rol. P1 en P2 worden bedankt, waarbij ze bij de echte naam genoemd worden.
- P1 vertelt over de gewaarwordingen tijdens de opstelling. Daarbij onthoudt de persoon zich van interpretaties. Vervolgens is P2 aan de beurt, en ten slotte P3.
- P3 kijkt goed of P1 en P2 uit hun rol zijn.
- P3 bepaalt nu zelf of ze aan P1 en P2 vertelt wie of wat ze representeerden.

Er geldt: men moet blijven kijken, ook indien er veel emoties ervaren worden. Indien er gehuild wordt, gebeurt dit met ogen en mond open. Men haalt af en toe diep adem. Men blijft kijken, echt verdriet gaat diep en lost na korte tijd op.
Voor P1 en P2 geldt: wat er ook ervaren wordt, het is niet van hen, mits men goed bij zichzelf is (te zien aan open ogen). P3 kijkt in de komende weken of maanden hoe de relatie met die persoon of dat thema verandert.